# Miriam Christmann
Miriam Christmann (* 6. Juli 1966; † 12. Mai 2008) war eine deutsche Fernsehmoderatorin.
Christmann war als TV-Moderatorin bei der ARD tätig. Sie war unter anderem als Expertin für Styling in den Sendungen ARD-Buffet und Kaffee oder Tee ab 1999 bis zu ihrem Tod engagiert. Christmann war ausgebildete Schneiderin und Kostümbildnerin und arbeitete als Image-Stylistin für den SWR.
Im Jahre 2005 veröffentlichte sie für den OZ-Verlag außerdem zwei Bücher zum Thema Filz. Für den Saarländischen Rundfunk arbeitete sie 2006 an Imageentwicklungen für Moderatoren.
Im Alter von 41 Jahren starb sie zusammen mit ihrem gleichaltrigen Freund, dem Tontechniker Timo Richter, an einer Kohlenmonoxidvergiftung. Das Paar hatte abends auf der Terrasse gegrillt und den Grill anschließend in die Wohnung gestellt; die Kohle gab dabei giftiges Kohlenmonoxid ab, woran beide in der Nacht erstickten. Die Polizei fand sie am Folgetag tot im gemeinsamen Schlafzimmer auf, nachdem sich Arbeitskollegen Sorgen machten, da beide nicht zur Arbeit erschienen waren.